# دينامبس
داينامبس هو برنامج محاكي مكتوب ليحاكي أجهزة السيسكو
صممت بواسطة الفرنسي كريستوف فيلوت والذي بدأ العمل عليها في أغسطس 2005 حيث يتم تطويره من فترة لأخرى. الداينامبس يعمل على لينوكس وماك والويندوز وساعد هذا البرنامج العديد من طلاب العالم على اجتياز شهادات الشبكات الأكاديمية.